# Santiagorothia
Santiagorothia — вимерлий рід міжатериїдних нотугулятних. Він жив під час раннього олігоцену, а його скам'янілості були виявлені в Аргентині та Чилі.

## Опис
Ця тварина була розміром приблизно з велику паку. Він міг досягати 65 сантиметрів у довжину, включаючи хвіст, із черепом приблизно 10–11 сантиметрів; він важив від 5 до 7 кілограмів. Як і його родичі, він мав видовжене тіло з сильними ногами. Порівняно з деякими своїми більш основними родичами, такими як Notopithecus, він мав більш подовжені ноги та зуби з високою коронкою (гіпсодонти). Корінні зуби Santiagorothia були подібні до корінних зубів еоценових Archaeohyracidae, таких як Pseudhyrax. Перші різці Santiagorothia були збільшені і розташовані прямо в альвеолах, дещо схожі на людські зуби. Верхні премоляри мали два вертикальні виступи (ектолоф) і глибокі борозенки з обох боків нижніх премолярів і молярів, що відокремлювали передні (тригоніди) від задніх (талоніди).

## Палебіокологія
Сантьягоротія була наземною травоїдною твариною, яка харчувалася низькою рослинністю на відкритих місцях і, ймовірно, була досить швидкою та спритною.